# Чемпионат мира по международным шашкам среди мужчин 1983 (матч)

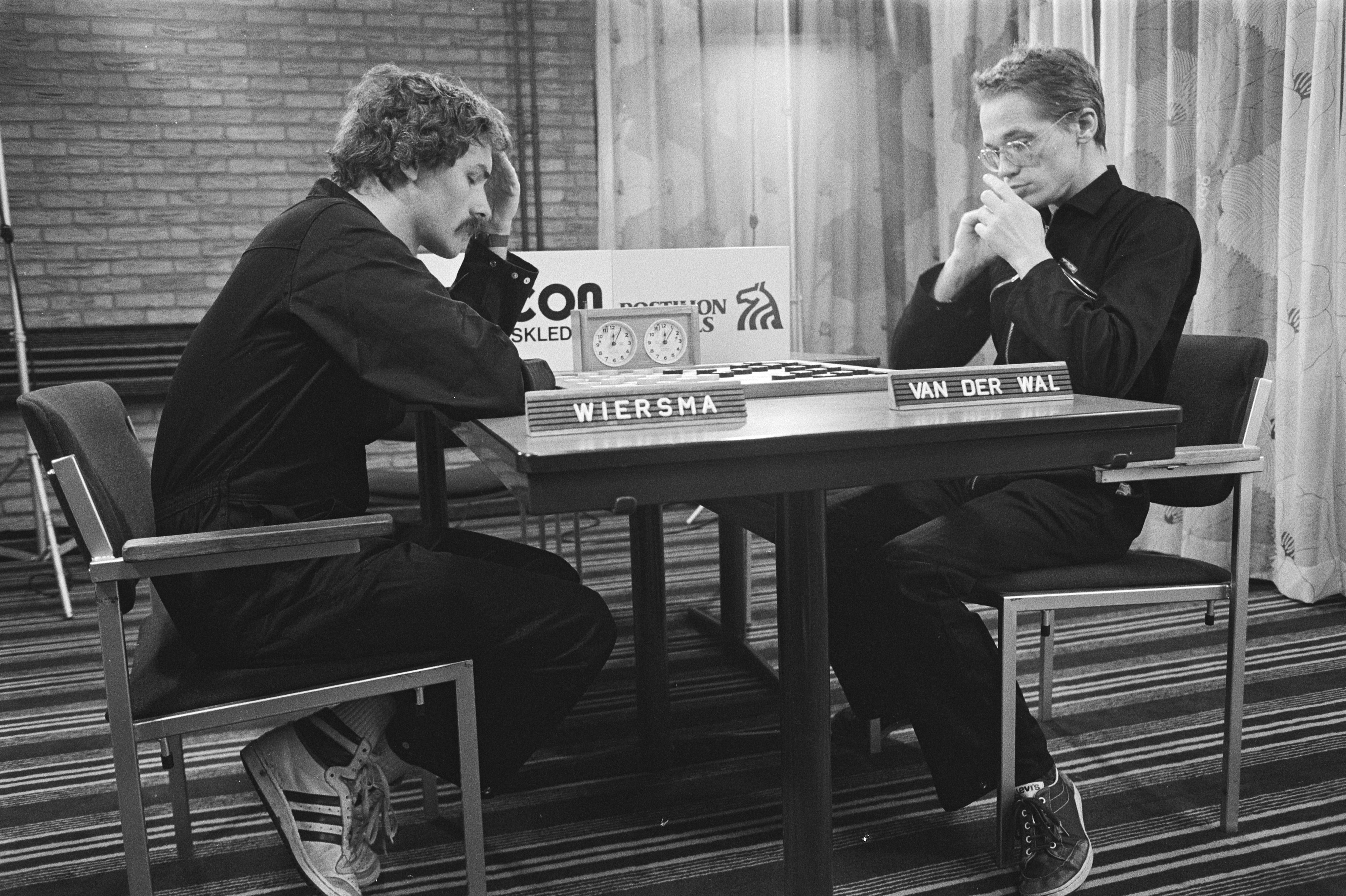
Вирсма (слева) и Яннес ван дер Вал за игрой.

Матч за звание чемпиона мира по международным шашкам 1983 года проводился между чемпионом мира 1982 года международным гроссмейстером Яннесом ван дер Валом и победителем матча за звание чемпиона мира 1981 года международным гроссмейстером Хармом Вирсмой (оба Нидерланды) с 21 октября по 17 ноября 1983 года. Матч состоял из 20 партий и проходил в городах Дордрехт, Бунник, Девентер и Херенвен. Последние семь партий были сыграны в Херенвене. Вирсма выиграл 14-ю партию, а остальные завершились вничью. Со счётом 21-19 победил Харм Вирсма. 

## История матча
В 1982 году на чемпионате мира в Бразилии Яннес ван дер Вал стал победителем и получил право на матч-реванш с Хармом Вирсмой на следующий год. Однако чемпионат 1982 года бойкотировали представители СССР и, как результат, матч-реванш между ван дер Валом и Вирсмой был по требованию советских представителей лишён ФМЖД официального статуса. Вместо этого чемпионатом мира 1983 года ретроактивно был признан представительный турнир в Амстердаме.

## Таблица матча
| Место | Страна     | Имя               | 1 | 2 | 3 | 4 | 5 | 6 | 7 | 8 | 9 | 10 | 11 | 12 | 13 | 14 | 15 | 16 | 17 | 18 | 19 | 20 | Очки |
| ----- | ---------- | ----------------- | - | - | - | - | - | - | - | - | - | -- | -- | -- | -- | -- | -- | -- | -- | -- | -- | -- | ---- |
| 1     | Нидерланды | Харм Вирсма       | 1 | 1 | 1 | 1 | 1 | 1 | 1 | 1 | 1 | 1  | 1  | 1  | 1  | 2  | 1  | 1  | 1  | 1  | 1  | 1  | 21   |
| 2     | Нидерланды | Яннес Ван дер Вал | 1 | 1 | 1 | 1 | 1 | 1 | 1 | 1 | 1 | 1  | 1  | 1  | 1  | 0  | 1  | 1  | 1  | 1  | 1  | 1  | 19   |